# Paizay-le-Tort
Paizay-le-Tort è un comune francese di 476 abitanti situato nel dipartimento delle Deux-Sèvres nella regione della Nuova Aquitania.

## Società

### Evoluzione demografica
Abitanti censiti